# Вызов (телесериал, 2006)
«Вы́зов» — остросюжетный детективный телесериал производства Intra Communications, Inc. (1-4 сезон), телекомпании «ЮГРА» (1 и 2 сезоны) и кинокомпании «Соливс» (3 и 4 сезоны). Первый сезон сериала был снят в 2004 году, однако его премьера состоялась лишь 27 февраля 2006 года на телеканале «Россия».
В сериале 4 сезона, что составляет 11 фильмов. Каждый фильм — расследование одного дела, один фильм — 4 серии. Всего 44 серии.
В первых трёх сезонах по 12 серий, в четвёртом — 8 серий.
На момент выхода 4 сезона сериал лидировал в телерейтингах в России.
Первые места в рейтингах сериал занимал вопреки отсутствию перестрелок и спецэффектов.
На съёмки четвёртого сезона повлиял мировой кризис, поэтому от съёмки оставшихся 4 серий отказались. Продолжения сериала не планируется.

## Сюжет
Генерал Пётр Герасименко (Валерий Афанасьев) формирует в Москве спецгруппу, которая расследует загадочные и мистические преступления, происходящие в самых разных уголках страны. Руководит группой Алексей Хромов (Дмитрий Назаров), помогает ему молодой лейтенант Игорь Лямин (Алексей Шутов) и криминалист Ольга Барышева (Наталия Житкова).

### Сезон 1

#### Фильм 1 «И раб, и царь» (4 серии)
Группа Хромова направлена в город Озёрск для помощи местной милиции в расследовании зловещей серии ритуальных убийств. По прибытии в Озёрск московским сыщикам рассказывают о древнем скифском проклятии, которое настигает тех, кто потревожит могильный курган скифского вождя. Дело в том, что рядом с каждой из жертв на месте убийства найдено по одному из пропавших некоторое время назад предметов, найденных при раскопках того самого скифского кургана неподалёку от города… .

#### Фильм 2 «Отражение» (4 серии)
Команда Хромова выезжает в город Белогорск расследовать странную серию самоубийств местных преуспевающих бизнесменов. Таким же образом кончает с собой и отправленный туда вести расследование по делу о наркотиках московский сотрудник милиции. Сначала подозревают, что жертвам «помогли» умереть, однако очередная жертва прямо на глазах у сыщиков сама бросается под колёса поезда в тот момент, когда она должна была им рассказать что-то важное…

#### Фильм 3 «Чужая тень» (4 серии)
В музее города Климова должна пройти выставка из французского города-побратима Шарони. Анонимные письма предупреждают о готовящемся похищении экспонатов выставки, и для обеспечения безопасности выставки из Москвы в Климов направляют группу Хромова. В это время в музее Климова появляется призрак, который связывают с легендой старинного дворянского рода, жившего в городе до революции.

### Сезон 2

#### Фильм 4 «Предсказание» (4 серии)
Хромов приезжает с женой отдохнуть в небольшой курортный городок по приглашению своего однокашника — прокурора города. В это время город всколыхнуло убийство молодой подающей надежды пловчихи — кандидата в сборную страны по плаванию на международных соревнованиях. Прокуратуре приказано бросить все силы на раскрытие преступления. Жена убеждает Хромова не ввязываться в расследование, ведь он в отпуске и они приехали для спокойного семейного отдыха. Однако Хромов обращает внимание на газетную статью о городской прорицательнице, которая в точности предсказала это убийство и продолжает предсказывать новые преступления…

#### Фильм 5 «Инкубационный период» (4 серии)
Убит учёный, на месте преступления обнаружены следы давно умершего человека. Расследуя преступление, команда приезжает в секретный Институт микробиологии в закрытом городе Дальногорске. Выясняется, что и жертва, и человек, следы которого были обнаружены на месте преступления, когда-то входили в группу учёных, занимавшихся в этом институте сверхсекретными научными разработками.

#### Фильм 6 «Жертва» (4 серии)
Хромова, который теперь уже подполковник, начинают окружать странные события. Сначала он несколько раз по дороге с работы домой видит человека, которого он сам посадил несколько лет назад и который покончил с собой на зоне. Затем к Хромову обращается за помощью бывший коллега, с которым тот не виделся многие годы. Через несколько часов его находят мёртвым в своём гостиничном номере, причём по показаниям свидетелей выходит, что убийство совершил человек, приметы которого совпадают с приметами самого Хромова. Алексей Ильич берётся за расследование убийства товарища, и следы приводят к зловещей секте сатанистов, расположенной в захолустной деревне.

### Сезон 3

#### Фильм 7 «Зона возмездия» (4 серии)
В городе Усть-Унгур убит начальник милиции. Возможно, причиной этого стал новый вид крыс, образовавшийся на местном радиоактивном полигоне. Хромов отправляет в Усть-Унгур своих помощников, вскоре приезжает сам и… пропадает в тот день, когда к нему приезжает жена. Теперь супруге сыщика, которая знает его как никто другой, предстоит помочь Игорю и Ольге окончательно распутать дело и найти Хромова.

#### Фильм 8 «Уровень смерти» (4 серии)
В Угорьевске погибают любители компьютерной игры «Уровень смерти», причём обстоятельства их смертей напоминают сцены из проигранной игры «Уровень смерти». Ольга начинает играть, вызывая огонь на себя

#### Фильм 9 «Семь сыновей Нга» (4 серии)
Два нефтяника погибают в городе Октябрьске при странных обстоятельствах. В преступлении подозревается шаман, протестовавший против нефтеразработок на территории, где расположены святые места его племени. Странные смерти продолжаются, причём каждый раз убитые становятся жертвой одной из стихий природы, описанных в мифологии племени.

### Сезон 4

#### Фильм 10 «Корабль-призрак»[2](4 серии)
Хромов с помощниками случайно оказывается на круизном теплоходе, где отмечает корпоративный праздник руководство процветающего издательства. Однако неожиданно капитан с командой берёт пассажиров в заложники, поскольку уверен, что его сына — сотрудника издательства — убил кто-то из них. Капитан угрожает взорвать корабль, если команде Хромова в трёхдневный срок не удастся найти убийцу.

#### Фильм 11 «Пропавшие»[5](4 серии)
В городе Рузаево исчезают люди, получив незадолго до этого музыкальный звонок на сотовый. Подозревают, что музыка активирует процесс телепортации. Исчезновение сопровождается дымом. Исчезнувших людей связывает тайна из прошлого.

## В главных ролях
- Дмитрий Назаров — майор/подполковник милиции Алексей Ильич Хромов
- Алексей Шутов — лейтенант/старший лейтенант/капитан милиции Игорь Алексеевич Лямин
- Наталия Житкова — лейтенант/старший лейтенант/капитан и эксперт-криминалист Ольга Валерьевна Барышева
- Валерий Афанасьев — генерал-майор милиции Пётр Анатольевич Герасименко
- Ольга Васильева — Галина Васильевна Хромова, жена Алексея Ильича
- Нина Есина — Светлана Алексеевна Хромова, дочь Алексея Ильича

## В ролях
- Сергей Дорогов — Александр Степанович Ермаков, мэр города (сезон 1, фильм 1 «И раб, и царь»)
- Дмитрий Ячевский — Виктор Николаевич Николаев, заместитель мэра (сезон 1, фильм 1 «И раб, и царь»)
- Константин Милованов — Олег Иванович Карташов (сезон 1, фильм 1 «И раб, и царь»)
- Виктор Проскурин — Григорий Аркадьевич Перескоков (сезон 1, фильм 1 «И раб, и царь»)
- Денис Карасёв — Андрей Борисович Коломиец, начальник милиции (сезон 1, фильм 1 «И раб, и царь»)
- Александр Лырчиков — Евгений Грачук, корреспондент (сезон 1, фильм 1 «И раб, и царь»)
- Ирина Усок — Елена Филипповна Гусева, эксперт (сезон 1, фильм 1 «И раб, и царь»)
- Павел Белозёров — Лeв Ceмёнoвич Коган, директор музея (сезон 1, фильм 1 «И раб, и царь»)
- Роман Крюков — Роман Чистяков, водитель мэра (сезон 1, фильм 1 «И раб, и царь»)
- Ирина Бразговка — Алла Евгеньевна Переверзева (сезон 1, фильм 1 «И раб, и царь»)
- Евгений Воскресенский — психиатр (сезон 1, фильм 1 «И раб, и царь»)
- Григорий Данцигер — Миша (сезон 1, фильм 1 «И раб, и царь»; сезон 1, фильм 2 «Отражение»)
- Виктор Супрун — Зуев (сезон 1, фильм 1 «И раб, и царь»)
- Людмила Алёхина — Антонина Ивановна, мать Елены Гусевой (сезон 1, фильм 1 «И раб, и царь»)
- Сергей Апрельский — Витёк Лазарев (сезон 1, фильм 1 «И раб, и царь»)
- Михаил Ремизов — Виталий Максимович, директор музея (сезон 1, фильм 1 «И раб, и царь»)
- Настя Задорожная — Светочка, медсестра (сезон 1, фильм 1 «И раб, и царь»)
- Гульнара Нижинская — Нина, секретарь Грачука (сезон 1, фильм 1 «И раб, и царь»)
- Жанна Хрулёва — администратор гостиницы (сезон 1, фильм 1 «И раб, и царь»)
- Ярослав Бойко — Сергей Тутов (сезон 1, фильм 2 «Отражение»)
- Андрей Ильин — Аркадий Борисович Стенин (сезон 1, фильм 2 «Отражение»)
- Борис Тенин — Вячеслав Данилович Зарубин (сезон 1, фильм 2 «Отражение»)
- Александр Жоголь — Геннадий Зарубин (сезон 1, фильм 2 «Отражение»)
- Ольга Филиппова — Марина Зарубина (сезон 1, фильм 2 «Отражение»)
- Алёна Ивченко — Алина Тихоновна Синчук (сезон 1, фильм 2 «Отражение»)
- Евгения Брик — Наташа (сезон 1, фильм 2 «Отражение»)
- Мила Липнер — Ирина Макарова (сезон 1, фильм 2 «Отражение»)
- Анна Снаткина — Катя Гаевская, модель (сезон 1, фильм 2 «Отражение»)
- Николай Точилин — Константин Алексеевич Старостин (сезон 1, фильм 2 «Отражение»)
- Наталья Худякова — Анна Крепова (сезон 1, фильм 2 «Отражение»)
- Екатерина Лапина — Вера Михайловна (сезон 1, фильм 2 «Отражение»)
- Александр Рапопорт — Покровский, экстрасенс (сезон 1, фильм 2 «Отражение»)
- Олег Щербинин — Дмитрий Борзов, человек со шрамом (сезон 1, фильм 2 «Отражение»)
- Леван Мсхиладзе — Сергей Аркадьевич Полуянов (сезон 1, фильм 2 «Отражение»)
- Инна Агеева — секретарша (сезон 1, фильм 2 «Отражение»)
- Илья Бледный — молодой оперативник (сезон 1, фильм 2 «Отражение»)
- Михаил Солодко — бандит (сезон 1, фильм 2 «Отражение»)
- Роман Степенский — бандит (сезон 1, фильм 2 «Отражение»)
- Елена Дробышева — эпизод (сезон 1, фильм 2 «Отражение»)
- Никита Прозоровский-Семёнов — Марат Бадаев, адвокат Полуянова (сезон 1, фильм 2 «Отражение»); Максим Эдуардович Барвич (сезон 4, фильм 10 «Корабль-призрак»)
- Сергей Холмогоров — эпизод (сезон 1, фильм 2 «Отражение»)
- Алексей Эйбоженко — эпизод (сезон 1, фильм 2 «Отражение»)
- Леонид Громов — Сергей Иванович Слуцкий, полковник (сезон 1, фильм 3 «Чужая тень»)
- Александр Данилович Комиссаров — Юрий Борисович Кравченко (сезон 1, фильм 3 «Чужая тень»)
- Андрей Шарков — Михаил Алексеевич Борзов (сезон 1, фильм 3 «Чужая тень»)
- Александр Рахленко — Георгий Маркович Мартынов (сезон 1, фильм 3 «Чужая тень»)
- Татьяна Яковенко — Альбина Юрьевна Юдина (сезон 1, фильм 3 «Чужая тень»)
- Анна Антоненко-Луконина — Екатерина Филипповна, директор музея (сезон 1, фильм 3 «Чужая тень»)
- Андрей Аверков — Иван (сезон 1, фильм 3 «Чужая тень»)
- Алексей Зуев — Сергей (сезон 1, фильм 3 «Чужая тень»)
- Михаил Клюшкин — Геннадий (сезон 1, фильм 3 «Чужая тень»)
- Ольга Боярская — Ниночка (сезон 1, фильм 3 «Чужая тень»)
- Светлана Садковская — Евгения Борисовна Сафронова (сезон 1, фильм 3 «Чужая тень»)
- Людмила Алексеева — администратор гостиницы (сезон 1, фильм 3 «Чужая тень»)
- Надежда Вербицкая — Антонина Семёновна, соседка Кравченко (сезон 1, фильм 3 «Чужая тень»)
- Виктор Дегтярев — Петрович (сезон 1, фильм 3 «Чужая тень»)
- Александр Андреев — Ганшин (сезон 1, фильм 3 «Чужая тень»)
- Сергей Дружко — Саша (сезон 1, фильм 3 «Чужая тень»)
- Генрих Казарьян — Игорь Абрамович Инкарт, кардиолог (сезон 1, фильм 3 «Чужая тень»)
- Арменак Назикян — Грачик, эксперт (сезон 1, фильм 3 «Чужая тень»)
- Владимир Павленко — эпизод (сезон 1, фильм 3 «Чужая тень»)
- Вячеслав Гришечкин — Андрей Захарович Доценко (сезон 2, фильм 4 «Предсказание»)
- Александр Яцко — Виктор Аверьянов (сезон 2, фильм 4 «Предсказание»)
- Дарья Белоусова — Инесса (сезон 2, фильм 4 «Предсказание»)
- Сергей Варчук — Павел Нестерихин (сезон 2, фильм 4 «Предсказание»)
- Сергей Журавель — Семён Михайлович Шейнин, костоправ (сезон 2, фильм 4 «Предсказание»)
- Павел Сыроежкин — Владимир Голузин (сезон 2, фильм 4 «Предсказание»)
- Иван Мацкевич — Артемий Савельевич Каланчевский (сезон 2, фильм 4 «Предсказание»)
- Ирина Латушко — Ася (сезон 2, фильм 4 «Предсказание»)
- Евгения Жукович — Марина (сезон 2, фильм 4 «Предсказание»)
- Ольга Рептух — Алёна Доценко (сезон 2, фильм 4 «Предсказание»)
- Руслан Чернецкий — Андрей Гаврилюк (сезон 2, фильм 4 «Предсказание»)
- Анатолий Голуб — Геннадий Садилов (сезон 2, фильм 4 «Предсказание»)
- Сергей Новицкий — Васин (сезон 2, фильм 4 «Предсказание»)
- Валерий Шушкевич — Горохов (сезон 2, фильм 4 «Предсказание»)
- Ирина Нарбекова — Нина Леонидовна, мама Марины (сезон 2, фильм 4 «Предсказание»)
- Зинаида Зубкова — Елизавета Альбертовна, эксперт (сезон 2, фильм 4 «Предсказание»)
- Татьяна Гаркуша — Вера Анатольевна Кукуева (сезон 2, фильм 4 «Предсказание»)
- Вера Полякова — секретарь (сезон 2, фильм 4 «Предсказание»)
- Виолетта Нестерович — Алла (сезон 2, фильм 4 «Предсказание»)
- Дмитрий Глазачев — бомж (сезон 2, фильм 4 «Предсказание»)
- Кирилл Шимко — эпизод (сезон 2, фильм 4 «Предсказание»)
- Юлия Полубинская — эпизод (сезон 2, фильм 4 «Предсказание»)
- Греник Петросян — водитель «скорой помощи» (сезон 2, фильм 4 «Предсказание», фильм 5 «Инкубационный период»)
- Владимир Брыляков — эпизод (сезон 2, фильм 4 «Предсказание»)
- Аристарх Ливанов — Барышев, отец Ольги (сезон 2, фильм 5 «Инкубационный период», фильм 6 «Жертва»)
- Денис Зайцев — Сергей Стасов (сезон 2, фильм 5 «Инкубационный период»)
- Анатолий Узденский — Иван Никифорович Балагин (сезон 2, фильм 5 «Инкубационный период»)
- Анатолий Рудаков — Василий Данилович (сезон 2, фильм 5 «Инкубационный период»)
- Анна Слынько — Лена (сезон 2, фильм 5 «Инкубационный период»)
- Анатолий Шведерский — Алексей Максимович Стасов (сезон 2, фильм 5 «Инкубационный период»)
- Александр Маслов — Виталий Юрьевич Манжосов (сезон 2, фильм 5 «Инкубационный период»)
- Артур Ваха — Семён Степанович Пеняев (сезон 2, фильм 5 «Инкубационный период»)
- Игорь Головин — Константин Дарий (сезон 2, фильм 5 «Инкубационный период»)
- Лев Елисеев — Александр Львович Овсюк, академик (сезон 2, фильм 5 «Инкубационный период»)
- Вадим Никитин — Виктор Владимирович Супрун, мэр (сезон 2, фильм 5 «Инкубационный период»)
- Валерий Никитенко — Владимир Львович Горяев (сезон 2, фильм 5 «Инкубационный период»)
- Юрий Лазарев — Валерий Семёнович Качурин (сезон 2, фильм 5 «Инкубационный период»)
- Вадим Романов — Михаил Юрьевич Лимасов (сезон 2, фильм 5 «Инкубационный период»)
- Валерий Дьяченко — Леонид Георгиевич Кашников (сезон 2, фильм 5 «Инкубационный период»)
- Инесса Перелыгина-Владимирова — Ирина Борисовна Манжосова (сезон 2, фильм 5 «Инкубационный период»)
- Варвара Павлова — Настя (сезон 2, фильм 5 «Инкубационный период»)
- Иван Краско — Тихон (сезон 2, фильм 5 «Инкубационный период»)
- Татьяна Малыщицкая — директор школы (сезон 2, фильм 5 «Инкубационный период»)
- Александр Карпенко — Серёгин (Серый) (сезон 2, фильм 5 «Инкубационный период»)
- Юрий Вьюшин — Таранов, сторож кладбища (сезон 2, фильм 5 «Инкубационный период»)
- Юрий Оськин — Петрович (сезон 2, фильм 5 «Инкубационный период»)
- Вера Карпова — Макаровна (сезон 2, фильм 5 «Инкубационный период»)
- Дмитрий Барков — эпизод (сезон 2, фильм 5 «Инкубационный период»)
- Вадим Волков — эпизод (сезон 2, фильм 5 «Инкубационный период»)
- Николай Данилов — эпизод (сезон 2, фильм 5 «Инкубационный период»)
- Олег Гаянов — врач (сезон 2, фильм 5 «Инкубационный период»)
- Максим Гудков — эпизод (сезон 2, фильм 5 «Инкубационный период»)
- Эрик Кения — эпизод (сезон 2, фильм 5 «Инкубационный период»)
- Сергей Кудрявцев — эпизод (сезон 2, фильм 5 «Инкубационный период»)
- Леонид Ниценко — эксперт (сезон 2, фильм 5 «Инкубационный период»)
- Татьяна Полонская — Людмила Семёновна (сезон 2, фильм 5 «Инкубационный период»)
- Изабелла Чирина — эпизод (сезон 2, фильм 5 «Инкубационный период»)
- Вячеслав Чернышов — эпизод (сезон 2, фильм 5 «Инкубационный период»)
- Марина Шпаковская — эпизод (сезон 2, фильм 5 «Инкубационный период»)
- Лев Дуров — Тин Тиныч (сезон 2, фильм 6 «Жертва»)
- Елена Попова — Анна Витальевна Полежаева (сезон 2, фильм 6 «Жертва»)
- Александр Белошев — Марк Кушнир (сезон 2, фильм 6 «Жертва»)
- Павел Вишняков — Стас Полежаев (сезон 2, фильм 6 «Жертва»)
- Наталья Шамина — Наташа Белоусова (сезон 2, фильм 6 «Жертва»)
- Сергей Власов — Фёдор Ипатьевич Федорчук, участковый (сезон 2, фильм 6 «Жертва»)
- Дмитрий Пустильник — Борис Борисович Непряхин (сезон 2, фильм 6 «Жертва»)
- Александр Жданович — Олег Курдюмов (сезон 2, фильм 6 «Жертва»)
- Вячеслав Павлють — Александр Лучинский (сезон 2, фильм 6 «Жертва»)
- Сергей Здоронков — Виктор Тарасюк (сезон 2, фильм 6 «Жертва»)
- Андрей Олиференко — Павел Жердин (сезон 2, фильм 6 «Жертва»)
- Тамара Миронова — Мария Карповна (сезон 2, фильм 6 «Жертва»)
- Константин Задворный — Андрей (сезон 2, фильм 6 «Жертва»)
- Лидия Мордачёва — эпизод (сезон 2, фильм 6 «Жертва»)
- Владимир Воронков — врач «скорой помощи» (сезон 2, фильм 6 «Жертва»)
- Игорь Сидорчик — эпизод (сезон 2, фильм 6 «Жертва»)
- Валерий Кащеев — эпизод (сезон 2, фильм 6 «Жертва»)
- Александр Гусев — эпизод (сезон 2, фильм 6 «Жертва»)
- Игорь Сигов — эпизод (сезон 2, фильм 6 «Жертва»)
- Леонид Улащенко — судья (сезон 2, фильм 6 «Жертва»)
- Игорь Фильченков — эпизод (сезон 2, фильм 6 «Жертва»)
- Татьяна Ружавская — Тамара (сезон 2, фильм 6 «Жертва»)
- Юлианна Михневич — эпизод (сезон 2, фильм 6 «Жертва»)
- Игорь Степанов — эпизод (сезон 2, фильм 6 «Жертва»)
- Владимир Гостюхин — Владимир Борисович Шаповалов (сезон 3, фильм 7 «Зона возмездия»)
- Константин Воробьёв — Виталий Яковлевич Шведов, начальник радиологической лаборатории (сезон 3, фильм 7 «Зона возмездия»)
- Светлана Щедрина — Елена Чаусова, журналистка (сезон 3, фильм 7 «Зона возмездия»)
- Александр Саюталин — Василий Анатольевич Солохин (сезон 3, фильм 7 «Зона возмездия»)
- Андрей Шилько — Илья Ефанов (сезон 3, фильм 7 «Зона возмездия»)
- Александр Пашкевич — Валерий Георгиевич Игнатенко (сезон 3, фильм 7 «Зона возмездия»)
- Олег Ткачёв — Захаров (сезон 3, фильм 7 «Зона возмездия»)
- Игорь Климович — художник (сезон 3, фильм 7 «Зона возмездия»)
- Александр Шаров — Олег Иванович Дикань (сезон 3, фильм 7 «Зона возмездия»)
- Анатолий Гурьев — Семён Михайлович Мацаев (сезон 3, фильм 7 «Зона возмездия»)
- Юрий Вутто — Спиридонов (сезон 3, фильм 7 «Зона возмездия»)
- Геннадий Давыдько — Николай (сезон 3, фильм 7 «Зона возмездия»)
- Светлана Кожемякина — Евгения, вдова Диканя (сезон 3, фильм 7 «Зона возмездия»)
- Александр Станилевич — Виктор Андреевич, врач (сезон 3, фильм 7 «Зона возмездия»)
- Светлана Аникей — эпизод (сезон 3, фильм 7 «Зона возмездия»); Александра Сергеевна Дерюгина (сезон 4, фильм 10 «Корабль-призрак»)
- Валерий Глазков — эпизод (сезон 3, фильм 7 «Зона возмездия»)
- Андрей Денисеня — эпизод (сезон 3, фильм 7 «Зона возмездия»)
- Марина Денисова — подруга Лены (сезон 3, фильм 7 «Зона возмездия»)
- Дмитрий Есеневич — эпизод (сезон 3, фильм 7 «Зона возмездия»)
- Кирилл Зайцев — эпизод (сезон 3, фильм 7 «Зона возмездия»)
- Валерий Зеленский — эпизод (сезон 3, фильм 7 «Зона возмездия»)
- Евгений Ивкович — эпизод (сезон 3, фильм 7 «Зона возмездия»)
- Анна Кисель — эпизод (сезон 3, фильм 7 «Зона возмездия»)
- Валентина Лосовская — эпизод (сезон 3, фильм 7 «Зона возмездия»)
- Сергей Прокопич — эпизод (сезон 3, фильм 7 «Зона возмездия»)
- Николай Рябычин — водитель (сезон 3, фильм 7 «Зона возмездия»)
- Наталья Холодович — эпизод (сезон 3, фильм 7 «Зона возмездия»)
- Марина Могилевская — Вера Аркадьевна (сезон 3, фильм 8 «Уровень смерти»)
- Сергей Кошонин — Николай Антонович Ивашов, мэр (сезон 3, фильм 8 «Уровень смерти»)
- Евгений Леонов-Гладышев — Владимир Николаевич Журавлёв, «Нумизмат» (сезон 3, фильм 8 «Уровень смерти»)
- Кирилл Жандаров — Максим Клюев (сезон 3, фильм 8 «Уровень смерти»)
- Андрей Ковальчук  — Евгений Михайлович Глебов, начальник милиции (сезон 3, фильм 8 «Уровень смерти»)
- Виктор Васильев — Юрий Иванович Плужников, начальник аэропорта (сезон 3, фильм 8 «Уровень смерти»)
- Александра Комиссарова — Тая (сезон 3, фильм 8 «Уровень смерти»)
- Павел Харланчук-Южаков — Дима (сезон 3, фильм 8 «Уровень смерти»)
- Виктор Молчан — Лёня Борода (сезон 3, фильм 8 «Уровень смерти»)
- Сергей Савенков — Лёня Борода (сезон 3, фильм 8 «Уровень смерти»)
- Кирилл Захаров — Евтюхин (сезон 3, фильм 8 «Уровень смерти»)
- Виталий Котовицкий — Анатолий Михеенков (сезон 3, фильм 8 «Уровень смерти»)
- Вячеслав Шакалидо — бандит с чётками (сезон 3, фильм 8 «Уровень смерти»)
- Сергей Белякович — Александр Никитин (сезон 3, фильм 8 «Уровень смерти»)
- Кирилл Троско — Алекс (сезон 3, фильм 8 «Уровень смерти»)
- Илья Черепко-Самохвалов — Илья Плужников (сезон 3, фильм 8 «Уровень смерти»)
- Алексей Сенчило — Голфимбул (сезон 3, фильм 8 «Уровень смерти»)
- Олег Радкевич — эксперт (сезон 3, фильм 8 «Уровень смерти»)
- Инна Дубок — эпизод (сезон 3, фильм 8 «Уровень смерти»)
- Сергей Ковальский — эпизод (сезон 3, фильм 8 «Уровень смерти»)
- Алёна Сидорова — мать Максима (сезон 3, фильм 8 «Уровень смерти»)
- Антон Старовойтов — эпизод (сезон 3, фильм 8 «Уровень смерти»)
- Пётр Четверенко — эпизод (сезон 3, фильм 8 «Уровень смерти»)
- Сергей Шимко — эпизод (сезон 3, фильм 8 «Уровень смерти»)
- Виктор Рыбчинский — врач (сезон 3, фильм 8 «Уровень смерти»)
- Владимир Стеклов — Анатолий Николаевич Третьяков (сезон 3, фильм 9 «Семь сыновей Нга»)
- Евгения Игумнова — Наталья Третьякова (сезон 3, фильм 9 «Семь сыновей Нга»)
- Александр Аверков — Сергей Дмитриевич Рукавишников (сезон 3, фильм 9 «Семь сыновей Нга»)
- Георгий Маришин — Олег Иванович Булатов, начальник службы безопасности (сезон 3, фильм 9 «Семь сыновей Нга»)
- Михаил Водзуми — Найнтой (сезон 3, фильм 9 «Семь сыновей Нга»)
- Полина Сыркина — Ирина (сезон 3, фильм 9 «Семь сыновей Нга»)
- Шерхан Абилов — Василий (сезон 3, фильм 9 «Семь сыновей Нга»)
- Сергей Пукита — Тихомолов (сезон 3, фильм 9 «Семь сыновей Нга»)
- Сергей Шарангович — Андрей Анатольевич Совлук, главный инженер (сезон 3, фильм 9 «Семь сыновей Нга»)
- Иван Новицкий — Миша Лучник (сезон 3, фильм 9 «Семь сыновей Нга»)
- Юлия Кадушкевич — Настя Крылова (сезон 3, фильм 9 «Семь сыновей Нга»)
- Максим Пониматченко — Кривицкий, эксперт (сезон 3, фильм 9 «Семь сыновей Нга»)
- Игорь Денисов — эпизод (сезон 3, фильм 9 «Семь сыновей Нга»)
- Регина Домбровская — эпизод (сезон 3, фильм 9 «Семь сыновей Нга»)
- Светлана Зеленковская — Нина (сезон 3, фильм 9 «Семь сыновей Нга»)
- Михаил Клименко — эпизод (сезон 3, фильм 9 «Семь сыновей Нга»)
- Леонид Кучко — эпизод (сезон 3, фильм 9 «Семь сыновей Нга»)
- Валерий Лосовский — эпизод (сезон 3, фильм 9 «Семь сыновей Нга»)
- Виктор Манаев — эпизод (сезон 3, фильм 9 «Семь сыновей Нга»)
- Владимир Мищанчук — Александр Михайлович, начальник отдела кадров (сезон 3, фильм 9 «Семь сыновей Нга»)
- Евгений Пацино — эпизод (сезон 3, фильм 9 «Семь сыновей Нга»)
- Никита Рулев — эпизод (сезон 3, фильм 9 «Семь сыновей Нга»)
- Олег Сидорчик — Антонов (сезон 3, фильм 9 «Семь сыновей Нга»)
- Александр Финевич — эпизод (сезон 3, фильм 9 «Семь сыновей Нга»)
- Роман Циркин — участковый (сезон 3, фильм 9 «Семь сыновей Нга»)
- Виталий Шашков — милиционер (сезон 3, фильм 9 «Семь сыновей Нга»)
- Сергей Шеховцов — Кузьма Петрович, капитан (сезон 4, фильм 10 «Корабль-призрак»)
- Наталья Левина — Людмила (сезон 4, фильм 10 «Корабль-призрак»)
- Александр Лухманов — Рудольф Дергачёв (сезон 4, фильм 10 «Корабль-призрак»)
- Светлана Никифорова — Екатерина Андреевна Снежникова (сезон 4, фильм 10 «Корабль-призрак»)
- Алёна Козырева — Маргарита (сезон 4, фильм 10 «Корабль-призрак»)
- Андрей Гладкий — Никита (сезон 4, фильм 10 «Корабль-призрак»)
- Игорь Подливальчев — Григорий Николаевич Кипренков (сезон 4, фильм 10 «Корабль-призрак»)
- Жанна Яцевич — Антонина Александровна (сезон 4, фильм 10 «Корабль-призрак»)
- Валерий Иваков — Матвей (сезон 4, фильм 10 «Корабль-призрак»)
- Сергей Легостаев — Николай Гужов, старпом (сезон 4, фильм 10 «Корабль-призрак»)
- Владимир Грицевский — эпизод (сезон 4, фильм 10 «Корабль-призрак»)
- Максим Дубовский — Дмитрий Вершинин (сезон 4, фильм 10 «Корабль-призрак»)
- Константин Конюхов — Мишин (сезон 4, фильм 10 «Корабль-призрак»)
- Вячеслав Солодилов — Андрей Валерьянович (сезон 4, фильм 10 «Корабль-призрак»)
- Пётр Юрченков — матрос (сезон 4, фильм 10 «Корабль-призрак»)
- Александр Яковлев — Василий Михайлович Казаринов (сезон 4, фильм 11 «Пропавшие»)
- Вадим Демчог — Георгий Николаевич Корчевский (сезон 4, фильм 11 «Пропавшие»)
- Юрий Нифонтов — Александр Геннадьевич Боровский (сезон 4, фильм 11 «Пропавшие»)
- Анатолий Кот — Андрей Куденеко (сезон 4, фильм 11 «Пропавшие»)
- Андрей Карако — Владимир Олегович Супенский (сезон 4, фильм 11 «Пропавшие»)
- Оксана Лесная — Татьяна Владимировна Демьяненко (сезон 4, фильм 11 «Пропавшие»)
- Дмитрий Мухин — Тимохин (сезон 4, фильм 11 «Пропавшие»)
- Анна Полупанова — Надежда Климова (сезон 4, фильм 11 «Пропавшие»)
- Игорь Фильченков — Хрипков, эксперт (сезон 4, фильм 11 «Пропавшие»)
- Виктор Бабак — Юрасик, телохранитель (сезон 4, фильм 11 «Пропавшие»)
- Наталья Бибикова — эпизод (сезон 4, фильм 11 «Пропавшие»)
- Елена Дубровская — продавщица (сезон 4, фильм 11 «Пропавшие»)
- Михаил Есьман — Желваков (сезон 4, фильм 11 «Пропавшие»)
- Михаил Каминский — Олег Потапов (сезон 4, фильм 11 «Пропавшие»)
- Евгений Пименов — Валентин Гришенцов (сезон 4, фильм 11 «Пропавшие»)
- Артур Шуляк — Тихон Яковлевич, актёр (сезон 4, фильм 11 «Пропавшие»)
- Александр Зеленко — эпизод (сезон 4, фильм 11 «Пропавшие»)
- Сергей Маргович — эпизод (сезон 4, фильм 11 «Пропавшие»)
- Александр Ильин — эпизод (сезон 4, фильм 11 «Пропавшие»)
- Сергей Руденя — эпизод (сезон 4, фильм 11 «Пропавшие»)

## Отзывы
Александр Бабицкий на сайте «Наш фильм» отмечал, что сериал выдержан в традициях советских многосерийных телевизионных фильмов на криминальную тематику, где каждая история разложена на несколько серий, что, с одной стороны, позволяет максимально подробно показать ход расследования и дольше держать зрителя в напряжении до разгадки в самой концовке, с другой — несколько затягивает сюжет.